# فهرست مناطق زمانی
فهرست مناطق زمانی ممکن است به یکی از موارد زیر اشاره داشته باشد:
- فهرست مناطق زمانی بر پایه کشور
- فهرست مناطق زمانی نظامی